# LSV Arado Warnemünde
Der Luftwaffen-Sportverein Arado Warnemünde (kurz: LSV Arado) war eine deutsche Militär-Fußballmannschaft aus Warnemünde während des Zweiten Weltkriegs.

## Sportlicher Werdegang
Arado Warnemünde wurde im Jahr 1924 als Werksmannschaft der Arado Flugzeugwerke gegründet. Auf sportlicher Ebene spielten die Mecklenburger zunächst keine Rolle im höherklassigen Fußball Norddeutschlands, ab 1940 fungierte der Verein dann unter der Bezeichnung Luftwaffen-SV Arado.
Mit der 1942 erfolgten Auflösung der Gauliga Nordmark und der Neubildung der Gauligen Schleswig-Holstein, Hamburg und Mecklenburg wurde der LSV Arado Warnemünde ab der Spielzeit 1942/43 in die Gauliga Mecklenburg integriert. Die Mecklenburger Gauliga, welche bis auf die traditionellen Gauligisten  der TSG Rostock sowie der Wehrmacht SG Schwerin fast nur noch aus Luftwaffenvereinen bestand, hielt Warnemünde mit gesicherten Mittelfeldplätzen bis 1943/44.
Im Anschluss wurde der Verein im Jahr 1944 kriegsbedingt vorzeitig vom Spielbetrieb zurückgezogen und aufgelöst. Eine Neugründung in Form einer Betriebssportgemeinschaft wurde nach 1945 nicht vollzogen, da die Arado-Flugzeugwerke nicht mehr existierten.

## Statistik
- Teilnahme Gauliga Mecklenburg: 1942/43, 1943/44